# 45e cérémonie des Grammy Awards
La 45e cérémonie annuelle des Grammy Awards a eu lieu à New York le 23 février 2003.

## Palmarès
| Prix                      | Artiste     | Titre             |
| ------------------------- | ----------- | ----------------- |
| Enregistrement de l'année | Norah Jones | Don't Know Why    |
| Album de l'année          | Norah Jones | Come Away With Me |
| Chanson de l'année        | Norah Jones | Don't Know Why    |
| Meilleur nouvel artiste   | Norah Jones | Norah Jones       |

### Pop
| Prix                                             | Artiste                    | Titre                                             |
| ------------------------------------------------ | -------------------------- | ------------------------------------------------- |
| Meilleure chanteuse pop                          | Norah Jones                | Don't Know Why                                    |
| Meilleur chanteur pop                            | John Mayer                 | Your Body Is a Wonderland                         |
| Meilleure prestation pop par un duo ou un groupe | No Doubt                   | Hey Baby                                          |
| Best Pop Collaboration With Vocals               | Santana et Michelle Branch | The Game of Love                                  |
| Best Pop Instrumental Performance                | B.B. King                  | Auld Lang Syne                                    |
| Best Pop Instrumental Album                      | Norman Brown               | Just Chillin'                                     |
| Best Pop Vocal Album                             | Norah Jones                | Come Away With Me                                 |
| Meilleur enregistrement dance                    | Dirty Vegas                | Days Go By                                        |
| Best Traditional Pop Vocal Album                 | Tony Bennett               | Playin' With My Friends - Bennett Sings The Blues |

### Rock
| Prix                                               | Artiste           | Titre                                                 |
| -------------------------------------------------- | ----------------- | ----------------------------------------------------- |
| Meilleure chanteuse rock                           | Sheryl Crow       | Steve McQueen                                         |
| Meilleur chanteur rock                             | Bruce Springsteen | The Rising                                            |
| Best Rock Performance By A Duo Or Group With Vocal | Coldplay          | In My Place                                           |
| Meilleure prestation hard rock                     | Foo Fighters      | All My Life                                           |
| Meilleure prestation metal                         | Korn              | Here To Stay                                          |
| Best Rock Instrumental Performance                 | The Flaming Lips  | Approaching Pavonis Mons By Balloon (Utopia Planitia) |
| Meilleure chanson rock                             | Bruce Springsteen | The Rising                                            |
| Meilleur album rock                                | Bruce Springsteen | The Rising                                            |
| Meilleur album de musique alternative              | Coldplay          | A Rush of Blood to the Head                           |

### R&B
| Prix                                                    | Artiste                         | Titre                               |
| ------------------------------------------------------- | ------------------------------- | ----------------------------------- |
| Meilleure prestation vocale R&B féminine                | Mary J. Blige                   | He Think I Don't Know               |
| Meilleure prestation vocale R&B masculine               | Usher                           | U Don't Have To Call                |
| Meilleure prestation vocale R&B par un duo ou un groupe | Stevie Wonder et Take 6         | Love's In Need Of Love Today        |
| Best Traditional R&B Vocal Performance                  | Chaka Khan et The Funk Brothers | What's Going On                     |
| Best Urban/Alternative Performance                      | India.Arie                      | Little Things                       |
| Best R&B Song                                           |                                 | Love Of My Life (An Ode To Hip Hop) |
| Meilleur album R&B                                      | India.Arie                      | Voyage to India                     |
| Best Contemporary R&B Album                             | Ashanti                         | Ashanti                             |

### Rap
| Prix                                   | Artiste                 | Titre                |
| -------------------------------------- | ----------------------- | -------------------- |
| Best Female Rap Solo Performance       | Missy Elliott           | Scream a.k.a. Itchin |
| Best Male Rap Solo Performance         | Nelly                   | Hot In Herre         |
| Best Rap Performance By A Duo Or Group | OutKast ft. Killer Mike | The Whole World      |
| Best Rap/Sung Collaboration            | Nelly ft. Kelly Rowland | Dilemma              |
| Meilleur album de rap                  | Eminem                  | The Eminem Show      |

### Country
| Prix                                                  | Artiste                                                   | Titre                                           |
| ----------------------------------------------------- | --------------------------------------------------------- | ----------------------------------------------- |
| Best Female Country Vocal Performance                 | Faith Hill                                                | Cry                                             |
| Best Male Country Vocal Performance                   | Johnny Cash                                               | Give My Love To Rose                            |
| Best Country Performance By A Duo Or Group With Vocal | Dixie Chicks                                              | Long Time Gone                                  |
| Best Country Collaboration With Vocals                | Willie Nelson et Lee Ann Womack                           | Mendocino County Line                           |
| Best Country Instrumental Performance                 | Dixie Chicks                                              | Lil' Jack Slade                                 |
| Meilleur album country                                | Alan Jackson                                              | Where Were You (When The World Stopped Turning) |
| Meilleure chanson country                             | Dixie Chicks                                              | Home                                            |
| Best Bluegrass Album                                  | Jim Lauderdale, Ralph Stanley et The Clinch Mountain Boys | Lost In The Lonesome Pines                      |
| Best New Age Album                                    | Eric Tingstad et Nancy Rumbel                             | Acoustic Garden                                 |

### Jazz
| Prix                                              | Artiste                                         | Titre               |
| ------------------------------------------------- | ----------------------------------------------- | ------------------- |
| Best Contemporary Jazz Album                      | Pat Metheny Group                               | Speaking Of Now     |
| Meilleur album de jazz vocal                      | Diana Krall                                     | Live In Paris       |
| Best Jazz Instrumental Solo                       | Herbie Hancock                                  | My Ship             |
| Best Jazz Instrumental Album, Individual or Group | Herbie Hancock, Michael Brecker et Roy Hargrove | Directions In Music |
| Best Large Jazz Ensemble Album                    | Dave Holland Big Band                           | What Goes Around    |
| Meilleur album de latin jazz                      | Caribbean Jazz Project                          | The Gathering       |

### Gospel
| Prix                                              | Artiste                                                  | Titre                                                              |
| ------------------------------------------------- | -------------------------------------------------------- | ------------------------------------------------------------------ |
| Best Rock Gospel Album                            | Third Day                                                | Come Together                                                      |
| Best Pop/Contemporary Gospel Album                | Jars of Clay                                             | The Eleventh Hour                                                  |
| Best Southern, Country, or Bluegrass Gospel Album | The Jordanaires, Larry Ford et The Light Crust Doughboys | We Called Him Mr. Gospel Music - The James Blackwood Tribute Album |
| Best Traditional Soul Gospel Album                | The Blind Boys of Alabama                                | Higher Ground                                                      |
| Best Contemporary Soul Gospel Album               | Eartha                                                   | Sidebars                                                           |
| Best Gospel Choir Or Chorus Album                 |                                                          | Be Glad                                                            |

### Musique latine
| Prix                                  | Artiste        | Titre                 |
| ------------------------------------- | -------------- | --------------------- |
| Best Latin Pop Album                  | Bacilos        | Caraluna              |
| Best Latin Rock/Alternative Album     | Maná           | Revolución De Amor    |
| Best Traditional Tropical Latin Album |                | El Arte Del Sabor     |
| Best Salsa Album                      | Celia Cruz     | La Negra Tiene Tumbao |
| Best Merengue Album                   | Grupo Manía    | Latino                |
| Best Mexican/Mexican-American Album   | Joan Sebastian | Lo Dijo El Corazón    |
| Best Tejano Album                     | Emilio Navaira | Acuérdate             |

### Blues
| Prix                                 | Artiste       | Titre                           |
| ------------------------------------ | ------------- | ------------------------------- |
| Meilleur album de blues traditionnel | B.B. King     | A Christmas Celebration Of Hope |
| Meilleur album de blues contemporain | Solomon Burke | Don't Give Up On Me             |

### Folk
| Prix                         | Artiste                  | Titre     |
| ---------------------------- | ------------------------ | --------- |
| Best Traditional Folk Album  | Doc Watson et David Holt | Legacy    |
| Best Contemporary Folk Album | Nickel Creek             | This Side |

### Classique
| Prix                                                        | Artiste      | Titre                                                                    |
| ----------------------------------------------------------- | ------------ | ------------------------------------------------------------------------ |
| Best Engineered Album, Classical                            |              | Vaughan Williams: A Sea Symphony (Sym. No. 1)                            |
| Producer Of The Year, Classical                             | Robert Woods | Robert Woods                                                             |
| Meilleure prestation orchestrale                            |              | Mahler: Symphony No. 6                                                   |
| Meilleur enregistrement d'opéra                             |              | Wagner: Tannhäuser                                                       |
| Meilleure prestation chorale                                |              | Vaughan Williams: A Sea Symphony (Sym. No. 1)                            |
| Best Instrumental Soloist(s) Performance (with Orchestra)   |              | Brahms/Stravinsky: Violin Concertos                                      |
| Best Instrumental Soloist Performance (without Orchestra)   |              | Chopin: Études, Op. 10 & Op. 25                                          |
| Meilleure prestation de musique de chambre                  |              | Beethoven: String Quartets (\"Razumovsky\" Op. 59, 1-3; \"Harp\" Op. 74) |
| Best Small Ensemble Performance (with or without Conductor) |              | Tavener: Lamentations & Praises                                          |
| Best Classical Vocal Performance                            |              | Bel Canto - Bellini, Donizetti & Rossini                                 |
| Best Classical Contemporary Composition                     | John Tavener | Tavener: Lamentations & Praises                                          |
| Best Classical Crossover Album                              |              | Previn Conducts Korngold - The Sea Hawk, Captain Blood, etc.             |

### Vidéo
| Prix                  | Artiste   | Titre                |
| --------------------- | --------- | -------------------- |
| Meilleur clip         | Eminem    | Without Me           |
| Meilleur film musical | The Clash | Westway To The World |

### Autres
| Prix                                                                                     | Artiste           | Titre                                                            |
| ---------------------------------------------------------------------------------------- | ----------------- | ---------------------------------------------------------------- |
| Best Native American Music Album                                                         | Mary Youngblood   | Beneath The Raven Moon                                           |
| Meilleur album de reggae                                                                 | Lee Scratch Perry | Jamaican E.T.                                                    |
| Best World Music Album                                                                   | Rubén Blades      | Mundo                                                            |
| Meilleur album de polka                                                                  | Jimmy Sturr       | Top Of The World                                                 |
| Best Musical Album For Children                                                          | Riders In The Sky | Monsters, Inc. - Scream Factory Favorites                        |
| Meilleur livre audio pour enfant                                                         | Tom Chapin        | There Was An Old Lady Who Swallowed A Fly                        |
| Best Spoken Word Album                                                                   | Maya Angelou      | A Song Flung Up To Heaven                                        |
| Best Spoken Comedy Album                                                                 | Robin Williams    | Robin Williams - Live 2002                                       |
| Best Musical Show Album                                                                  |                   | Hairspray                                                        |
| Best Compilation Soundtrack Album For A Motion Picture, Television Or Other Visual Media | The Funk Brothers | Motown : La Véritable Histoire                                   |
| Best Score Soundtrack Album For A Motion Picture, Television Or Other Visual Media       |                   | Le Seigneur des anneaux : La Communauté de l'anneau              |
| Best Song Written For A Motion Picture, Television Or Other Visual Media                 | Randy Newman      | If I Didn't Have You (From Monsters, Inc.)                       |
| Best Instrumental Composition                                                            | Thomas Newman     | Six Feet Under Title Theme                                       |
| Best Instrumental Arrangement                                                            | Thomas Newman     | Six Feet Under Title Theme                                       |
| Best Instrumental Arrangement Accompanying Vocalist(s)                                   |                   | Mean Old Man                                                     |
| Best Recording Package                                                                   |                   | Home                                                             |
| Best Boxed Or Special Limited Edition Package                                            |                   | Screamin' And Hollerin' The Blues - The Worlds Of Charley Patton |
| Meilleures notes d'album                                                                 |                   | Screamin' And Hollerin' The Blues - The Worlds Of Charley Patton |
| Meilleur album historique                                                                |                   | Screamin' And Hollerin' The Blues - The Worlds Of Charley Patton |
| Best Engineered Album, Non-Classical                                                     |                   | Come Away With Me                                                |
| Producer Of The Year, Non-Classical                                                      | Arif Mardin       | Arif Mardin                                                      |
| Best Remixed Recording, Non-Classical                                                    |                   | Hella Good (Roger Sanchez Remix Main)                            |